# The Lost World (série de televisão)
The Lost World, (no Brasil e em Portugal, O Mundo Perdido) é uma série de televisão Britânica exibida originalmente de 1999 até 2002, do gênero ficção científica e com roteiro baseado no romance homônimo de Sir Arthur Conan Doyle.

## Enredo
A série é centrada no limiar do século XX, quando um grupo de aventureiros, conduzidos pelo Professor Edward Challenger, embarca numa expedição para provar a existência de um mundo perdido, isolado do resto do mundo moderno. Essa expedição britânica era formada por um grupo de entusiastas que iniciavam uma viagem em meios as condições não muito favoráveis.
O grupo consistia do Professor George Edward Challenger (interpretado por Peter McCauley) que era o líder da expedição e esperava provar suas teorias, a um grupo de cientistas da universidade, que não acreditam em sua tese. 
O grupo contava ainda com o Professor Arthur Summerlee (protagonizado pelo ator Michael Sinelnikoff), que apesar de não acreditar nas teorias dele, resolve acompanhá-lo nessa empreitada.
A expedição era financiada pela inescrupulosa Marguerite Krux (interpretada pela atriz Rachel Blakely), que fez questão de seguir junto com o grupo, não pela ciência, mas por razões misteriosas e muito duvidosas. 
Para protegê-los, um experiente caçador foi integrado ao grupo, o nobre Lord John Richard Roxton, (protagonizado por William Snow) e finalmente o último do grupo que era o repórter de uma jornal americano, Edward "Ned" T. Malone (interpretado por David Orth), que esperava conseguir uma grande matéria e obter sucesso, para impressionar sua namorada e se casar com ela.
Toda essa história tem início, quando o Professor Challenger fica em poder de um diário de um homem a beira da morte na África. Neste diário ele encontra numerosas anotações sobre um local, denominada de platô, onde ainda se podem encontrar vida pré-histórica. Convencido desta história, Challenger propõe a Sociedade Científica de Londres a lhe financiar uma expedição para encontrar o tal local, indicado no diário.
Um dos membros da Sociedade Científica, o professor Arthur Summerlee, discorda e desafia Challenger a provar a tal existência desse platô, onde provavelmente se encontra o elo perdido. Com muito custo, Challenger consegue financiamento para tal expedição e desafio o professor Summerlee a ir com ele para ver com seus próprios olhos. 
Depois de tudo arranjado, a expedição parte da Inglaterra rumo ao seu destino, levando consigo carregadores e um guia para levar até o local, objetivo da missão, mas durante a viagem eles encontram uma tribo de perigosos caçadores de cabeças, que acabam exterminando grande parte do grupo.
Summerlee, Roxton, Malone, Challenger e Marguerite conseguem escapar num balão, mas logo depois acabam enfrentando um grande tempestade e acabam caindo no meio da floresta e ali passam a enfrentar animais pré-históricos como dinossauros, e se dão conta que chegaram ao "Mundo perdido". 
O grupo é salvo por uma mulher da selva, uma jovem bonita  chamada Verônica Layton protagonizada pela atriz Jennifer O'Dell. A família de Verônica fazia parte de um grupo de pesquisa botânica, anterior a expedição de Challenger e num certo dia saem para mais uma de suas explorações e nunca mais retornaram por circunstâncias misteriosas. Dessa forma a menina, que havia ficado em casa, acabou ficando sozinha, sem seus pais, por mais de dez longos anos, até a chegada desse novo grupo. 
Durante a ausência dos pais ela teve de se criar sozinha em uma terra hostil e perigosa, cheia de dinossauros, tribos de caçadores de cabeça, perigosos homens macacos e muitos outros perigos.
Verônica morava numa casa que ficava em cima de uma enorme árvore, contendo uma porção de aparatos científicos e até um elevador, construída pelos pais e companheiros de sua expedição e para lá levam os seus novos amigos para morar. 
Com o balão danificado e sem a mínima ideia de como sair desse local e voltar para o mundo civilizado novamente, vivem a cada dia uma aventura no platô, que passam a incluir abelhas gigantescas, vampiros em mansões vitorianas abandonadas, escandinavos bárbaros perdidos nesta terra, turistas dos tempos modernos que acabam atravessando uma espécie de túnel do tempo e vão parar no platô, um império comandado por homens lagartos, todos os tipos de magia, entre muitas outras aventuras.

## Elenco
| Peter McCauley      | Professor George Edward Challenger | Principal | Principal | Principal    | Principal |
| Rachel Blakely      | Marguerite Krux                    | Principal | Principal | Principal    | Principal |
| William Snow        | Lord John Richard Roxton           | Principal | Principal | Principal    | Principal |
| Jennifer O'Dell     | Veronica Layton                    | Principal | Principal | Principal    | Principal |
| Michael Sinelnikoff | Professor Arthur Summerlee         | Principal | Principal | Participação | —         |
| William deVry       | John Malone (Piloto)               | Principal | —         | —            | —         |
| David Orth          | Edward 'Ned' T. Malone             | —         | Principal | Principal    | Principal |
| Lara Cox            | Finn                               | —         | —         | —            | Principal |

- Jennifer O'Dell - Verônica
- Will Snow - Lorde John Roxton
- Michael Sinelnikoff - Arthur Summerlee
- David Orth - Edward Mallone
- Rachel Blakely - Marguerite Krux
- Peter McCauley - George Edward Challenger
- Danielli Rayssa - Lesle Adan's

## Temporadas
A série tem 3 temporadas com 22 episódio cada, era previsto uma 4º e 5º temporada mas foram canceladas por falta de verba, deixando a série sem um final.

## Abertura da Série (1999-2002)
| “ | Ao amanhecer do último século, um grupo de exploradores procuravam por um mundo pré histórico, motivados pela ambição, desejos secretos, de uma sede de aventura. E a busca pela derradeira história, eles são ajudados por uma beleza indomável ilhada em uma terra estranha e selvagem. Cada dia é uma procura desesperada pela saída do “Mundo Perdido”. | ” |

## Sobre a Série (1999-2002)
A trama da série decorre no começo do século XX, quando um grupo de aventureiros, conduzidos pelo Professor Challenger, embarcam numa expedição para provar a existência de um mundo perdido, isolado do resto do mundo moderno, na região da Amazônia.
O grupo consistia do professor George Edward Challenger (Peter McCauley) que era o líder da expedição e esperava provar suas teorias, a um grupo de cientistas da universidade, que não acreditam em sua tese; do professor Arthur Summerlee (Michael Sinelnikoff), que apesar de não acreditar nas teorias de Challenger, resolve acompanhá-lo nessa empreitada; de Marguerite Krux (Rachel Blakely), responsável por financiar a expedição e que fez questão de seguir junto com o grupo, movida pelo desejo de encontrar várias riquezas inexploradas; do nobre Lord John Richard Roxton (William Snow), que é um experiente caçador; e, por fim, do repórter Edward “Ned” T. Malone (David Orth), que esperava conseguir uma grande matéria e obter sucesso, para impressionar sua namorada e se casar com ela.
Depois de tudo preparado, a expedição parte da Inglaterra rumo ao seu destino, levando consigo carregadores e um guia para levar até o local, mas durante a viagem eles encontram uma tribo de perigosos caçadores, que acabam atacando o grupo. No entanto, Summerlee, Roxton, Malone, Challenger e Marguerite conseguem escapar num balão, mas logo depois acabam enfrentando uma grande tempestade e caem no meio da floresta, passando a enfrentar animais pré-históricos.
Para sorte do grupo, eles são salvos pela jovem Veronica Layton (Jennifer O´Dell). A família de Veronica fazia parte de um grupo de pesquisa botânica, anterior a expedição de Challenger e num certo dia saem para mais uma de suas explorações e nunca mais retornaram por circunstâncias misteriosas. Dessa forma a menina, que havia ficado em casa, acabou ficando sozinha, sem seus pais, por dez longos anos, até a chegada desse novo grupo.
Com o balão danificado e sem a mínima ideia de como sair desse local e voltar para o mundo civilizado novamente, o grupo vive a cada dia uma aventura no “platô”, nome pelo qual eles chamam o tal Mundo Perdido. As histórias dos episódios incluem desde abelhas gigantescas, vampiros em mansões vitorianas abandonadas, escandinavos bárbaros perdidos nesta terra, turistas dos tempos modernos que acabam atravessando uma espécie de túnel do tempo e vão parar no platô, um império comando por homens lagartos, todos os tipos de magia, e outras tramas.
A partir da terceira temporada, a personagem Finn (Lara Cox) ingressou no grupo. Ela retornou no tempo junto com Roxton, Challenger e Maguerite, quando estes viajaram para o futuro, conhecendo o que seria do platô após uma 3ª Guerra Mundial que teria devastado a maior parte do planeta e rumado a humanidade na miséria e destruição.
Existem várias curiosidades sobre a série: no piloto, o personagem de Ed Malone foi interpretado por William deVry, sendo substituído por David Orth, que permaneceu até o encerramento da produção; Os roteiristas resolveram matar o professor Summerlee por acreditar que ele não era necessário na trama e que não possuía carisma algum. A decisão se mostrou equivocada, causando várias reclamações por parte do público, o que fez com que o personagem retornasse como um fantasma durante alguns episódios; Durante a terceira temporada, os atores David Orth e Jennifer O´Dell ficaram ausentes em vários episódios sucessivos, por não conseguirem chegar a um acordo financeiro satisfatório; O ator Michael Sinelnikoff já havia interpretado o Professor Summerlee em um filme de 1998, chamado “Sir Arthur Conan Doyle´s The Lost World”.

## Exibições no Brasil
No Brasil esta série foi distribuída pela StarVideo, com dublagem da Parisi Vídeo - SP, exibida pela Rede Record de 2003 a 2005. Em 2004 também foi apresentado pela Rede Mulher, em 2007 passou a ser exibida pela RedeTV! e em 2009 foi exibido pela Band. O longa metragem da série foi exibido pela Rede Record em 27 de fevereiro de 2006.